# Flughafen Upington

i7
i11
i13

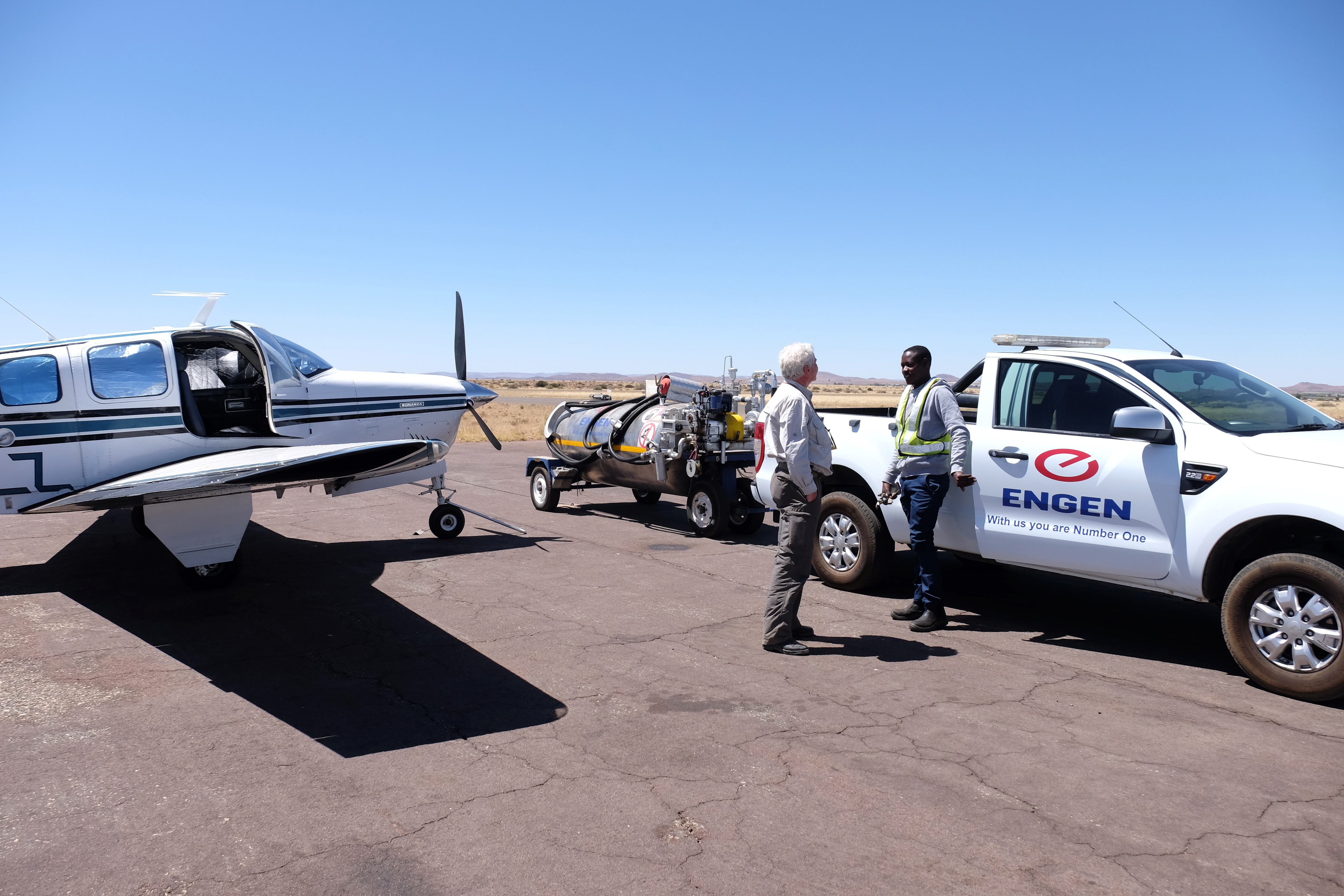
Betanken einer Beechcraft Bonanza in Upington (2016)

Der Flughafen Upington (englisch Upington International Airport, IATA-Code: UTN, ICAO-Code: FAUP) ist der internationale Verkehrsflughafen der Stadt Upington in der südafrikanischen Provinz Nordkap. 

## Geschichte
Der Pierre van Ryneveld Airport, nach Pierre van Ryneveld (1891–1972), dem ersten Oberkommandierenden (Director Air Services) der South African Air Force benannt, entstand zu Beginn des 20. Jahrhunderts. Er bestand damals aus zwei Grasbahnen im Kreuzbahnsystem neben dem heutigen Komplex des 8SA Infantry Battalion.
Der 1968 nun unter dem Namen Upington Airport renovierte Flughafen von Upington (IATA-Code UTN) diente zwischen 1976 und 1996 als Tankstopp für die Flugzeuge der South African Airways auf den Strecken von und nach Europa, da die Fluggesellschaft auf dem afrikanischen Kontinent sonst fast keine Überflug- oder Landerechte hatte.
Vom Januar bis Juli 1976 wurde die Bahn 17/35 erbaut, damit hier Flugzeuge des Typs Boeing 747 landen und starten können.
Der Flughafen hatte im Geschäftsjahr 2016/17 ein Passagieraufkommen von 65.292 bei 12.924 Flugbewegungen.

## Fluggesellschaften und Ziele
Airlink bietet Flüge von und nach Johannesburg-O. R. Tambo und Kapstadt.

## Besonderheiten
Die Bahn 17/35 ist mit einer Länge von 4900 Metern die längste Landebahn eines Zivilflughafens auf der Südhalbkugel und konnte daher sogar als mögliche Landebahn für das Space Shuttle dienen.